# Peder Wormskiold
Peder Worm (de) Wormskiold (26. august 1750 på Bramming Hovedgård (døbt 27. september i Bramming Kirke) – 15. marts 1824 på Frederiksberg) var en dansk embedsmand, far til Ingeborg Christiane Rosenørn og Morten Wormskiold.

## Karriere
Han var en søn af kancellisekretær Henrik Christian Wormskiold til Bramminge (17. oktober 1726 - 6. maj 1760) og Ingeborg Christiane Teilmann (1720 - 4. maj 1785). Han studerede fra 1767 til 1770 ved Sorø Akademi særlig kameralvidenskaberne, tog 1771 juridisk embedseksamen ved Københavns Universitet, blev 1776 kammersekretær ved Det vestindisk-guineiske Rente- og Generaltoldkammer, men overgik det følgende år i den tilsvarende stilling ved Rentekammeret, hvor han 1781 udnævntes til kommitteret, 1796 til deputeret og fra 1810 var 1. deputeret. Desuden blev han 1784 medlem af Kommissionen til at undersøge Det Kongelige Teaters forfatning og var 1786-92 medlem af Teaterdirektionen. Endvidere fik han 1786 sæde i den store Landbokommission, hvor han – jævnlig fra et mere konservativt standpunkt end det, kommissionens flertal indtog – udførte et betydeligt og sagkyndigt arbejde. Hans udpegelse skyldes, at han via sin hustru var blevet ejer af godset Ristrup.

## Øvrige tillidshverv
Ligeledes var han fra 1793 medlem af direktionen for Frederiks Hospital, fra 1798 af Kreditkassens direktion (til 1816) og af Kommissionen for Universitetets og Kommunitetets Jordegods, fra 1802 af Den ekstraordinære Finanskommission, fra 1804 af kuratelet for Vemmetofte Kloster, fra 1807 af Provideringskommissionen for Sjælland, Lolland, Falster og Møn, fra 1816 af Finansdeputationen og af Kommissionen angående den islandske handels frigivelse. Han var medlem af Kommissionen
ang. Bidstrup Gods' forvaltning og af Kommissionen ang. embedsgårde i Norge. Fra 1798 var han ekstraordinær assessor i Højesteret. Han døde 15. marts 1824 på Frederiksberg.

## Hædersbevisninger
1779 var han blevet kammerråd, 1781 justitsråd, 1797 etatsråd, 1805 konferensråd, 28. januar 1809 Ridder af Dannebrogordenen, 28. januar 1811 Kommandør af Dannebrog, 31. juli 1815 Dannebrogsmand og 28. oktober 1817 Storkors af Dannebrog.

## Vurdering
Han var ganske utvivlsomt en utrættelig og udmærket dygtig embedsmand, som desuden, trods en ofte alt for stærk fastholden af sine anskuelser om tvivlsomme spørgsmål, på grund af sin noble karakter, sit lyse og milde sind var i høj grad afholdt både af sit embedspersonale og af sin omgangskreds.
Han blev gift 23. november 1781 med sin kusine Margrethe Mette (de) Teilman (9. juni 1757 på Ristrup - 22. november 1837 i Aarhus), datter af Morten (de) Teilman (1725-1781) til Skrumstrup og Ristrup og Mette von Gersdorff.
Han er begravet på Frederiksberg Ældre Kirkegård.

## Gengivelser
Han er gengivet i et portrætmaleri af C.A. Lorentzen (Vemmetofte) og af samme 1799 (forhen Orebygård). Malet som ældre. Stik af Andreas Flint (Det Kongelige Bibliotek).